# 藤原道家 (御子左流)
藤原 道家（ふじわら の みちいえ、万寿4年（1027年）頃 - 長暦2年4月8日（1038年5月14日））は、平安時代中期の貴族。藤原北家御子左流、大納言・藤原長家の長男。位階は従五位下。母は源高雅の娘・源懿子。

## 解説
言い伝えによれば、下野国に国司として赴任した道家は、下野国の有力者で藤原秀郷（ひでさと）の五代子孫である相模守・藤原公光（きんみつ）と知り合い、その助けを得て任務に励む。公光の子佐藤左衛門尉公清（さえもんのじょうきみきよ）には子どもがいなかったので、美濃国席田郡の郡司を務めていた守部氏である守部資信の第二子の助清（すけきよ、のち佐藤資清）を養子に迎えていた。
道家は、国司の任期を終えて京都に戻った後、朝廷に参内し、任務完了の報告をした。朝廷は、道家の国司としての功績をほめたたえるとともに、伊予国の国司に任じた。道家は、伊予国の国司の任務も無事に果たし、京都に戻る。
「藤原北家摂関家庶流説」（「国史大系　藤原氏尊卑分脉系譜、民部卿長家卿尊卑分脉」より『山内氏の始祖の位置づけをさぐる』）によると、朝廷は、道家の功績に従三位を贈るとともに、相模国鎌倉山内荘を贈ったとされ、この道家こそ、山内氏の始祖と位置付けられている（佐藤資清が道家の養子になり、のち山内を名乗る）。
しかし、藤原道長の六男として17歳で公卿、24歳で権大納言となった長家の嫡男と考えられる道家は早い段階で公卿に任じられる存在であり、実際に道家の死後に代わりに長家の後継者となって最終的に大納言にまで昇進した同母弟の藤原忠家は12歳で元服すると直ちに従五位下に叙されて19歳で公卿となっている。つまり、道家の最終位階が従五位下であるということは元服直後の10代前半で早世したことを意味している。また、道家の死後に生母である源懿子は典侍を辞して出家しているが、長家は正妻を相次いで亡くした後に藤原実資の娘・千古との縁談を断って懿子と婚姻したことが知られており、実資の日記『小右記』より、長家と千古の縁組の破談は万寿4年（1027年）と推定される。
以上のことから、道家は万寿4年（1027年）頃に生まれて、12歳になったと思われる長暦2年（1038年）に元服すると同時に従五位下に叙されるが、直後に病死したという経歴が判明する（源懿子の前夫である藤原頼明が死去したのも万寿4年であることから、長家と懿子の婚姻を長元年間とする説もあり、その説を取ると、道家の生年はもっと繰り下がって11歳以下で亡くなったという考察も成立する）。つまり、上記のような伝承の成立を想定することは困難と言うことになる。